# پای‌لایه
پای‌لایه گونه‌ای برآمدگی در سمت و کنارهٔ جُنبان یاخته می‌باشد که از پیش‌آمدگی و پیشروی پروتئین اکتین، یکی از پروتئین‌های چارچوب یاخته، پدید می‌آید.
پای‌لایه‌ها بیشتر در یاخته‌های جنبنده که در بازسازی باشتاب زخم‌ها کارگر هستند، یافت می‌شوند.